# 이광연 (축구 선수)
이광연(李光淵, 1999년 9월 11일~)은  대한민국의 축구 선수이다. 포지션은 골키퍼로 현재 대한민국의 프로 축구 리그인 K리그1의 강원 FC 소속으로 뛰고 있다.

## 클럽 경력
2019 시즌을 앞두고 K리그1의 강원 FC에 입단했다. 2019년 FIFA U-20 월드컵을 마친 직후 첫 경기였던 6월 23일 포항 스틸러스전에서 프로 데뷔전을 치렀다. 프로 데뷔전에서 완델손이 해트트릭을 기록하는 등 총 4실점을 기록했으나, 팀이 후반 25분부터 조재완의 해트트릭을 앞세워서 5골을 기록해 5-4의 역전승을 기록했다.

## 국가대표팀 경력
2018년 AFC U-19 챔피언십 대표팀에 발탁되었다.
2019년 FIFA U-20 월드컵 최종 명단에 포함되었다. U-20월드컵에서 주전 골키퍼로 활약했으며, 전 경기에 출전해서 눈부신 선방을 보여주며 팀의 준우승에 기여했다.

## 그 외
2019년 FIFA U-20 월드컵의 활약으로 축구팬들 사이에서 빛광연이라는 별명을 얻게 되었다.

## 수상 내역

### 팀

#### 대한민국 U-20
- FIFA U-20 월드컵 준우승: 2019

## 예능
- 2019년 7월 3일 MBC 《황금어장 라디오스타》 624회
- 2019년 7월 3일 JTBC 한끼줍쇼 133회
- 2019년 7월 4일 JTBC 뭉쳐야 찬다 4회